# アルメニア大聖堂 (リヴィウ)

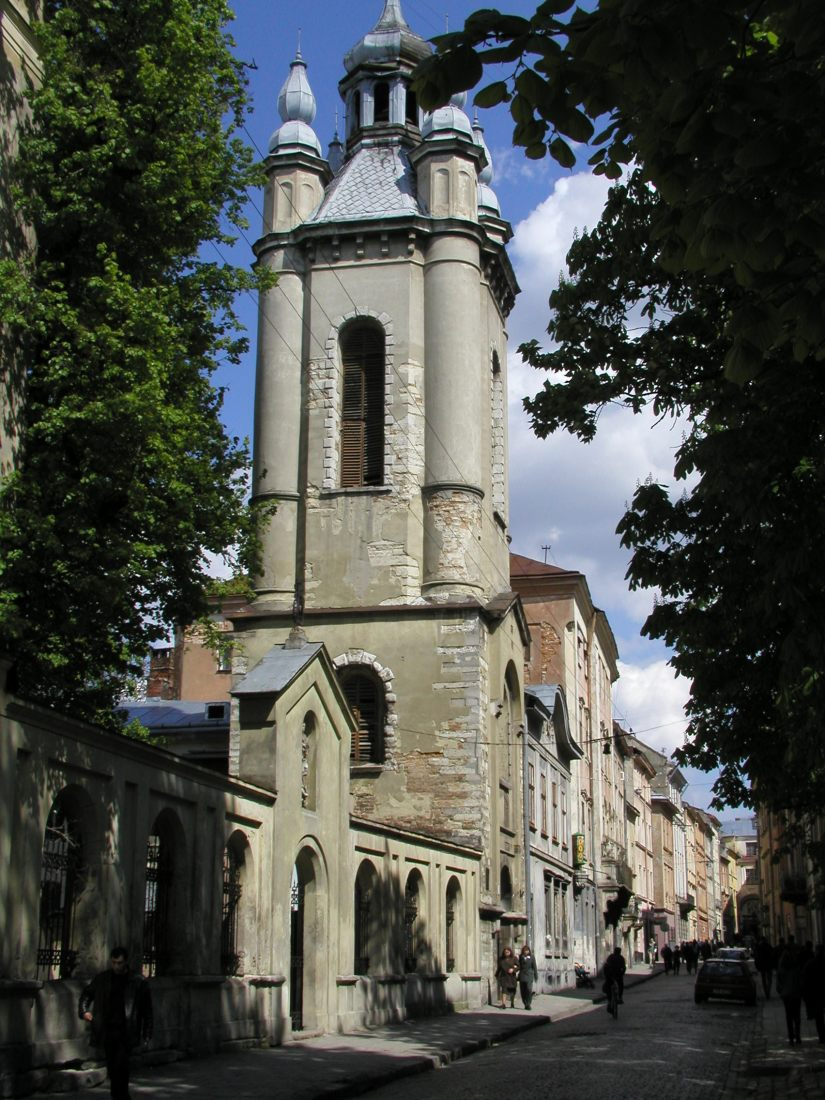

アルメニア大聖堂（アルメニア語: Հայկական տաճար、ウクライナ語: Вірменський собор、ポーランド語: Katedra ormiańska）は、ウクライナのリヴィウにある大聖堂。1945年まではアルメニア・カトリック大司教区の大聖堂であったが、2000年以降は、アルメニア使徒教会のウクライナ・エパルキア大聖堂として機能している。

## 周辺
大聖堂のすぐ北にはアルメニア・ベネディクト会の小さな修道院がある。南には鐘楼とアルメニア大司教の館がある。どちらも17世紀後半の建築である。

## 内装
現在の内装は、主にヤンヘンリクローゼン とユゼフメホフファーの作品である。 大聖堂には、17世紀にヤズロヴェッツから持ち込まれた、開明者グレゴリーと神の母の2つの秀逸なイコンがある。
|                                                          |  |      |  |              |
| ルネッサンス様式のアーケードは大聖堂の最も古い部分である |  | 内陣 |  | 鐘楼と司教館 |